# Stuart River Park
Stuart River Park är en park i Kanada.   Den ligger i provinsen British Columbia, i den centrala delen av landet, 3 500 km väster om huvudstaden Ottawa. Stuart River Park ligger 754 meter över havet.
Terrängen runt Stuart River Park är platt. Trakten runt Stuart River Park är nära nog obefolkad, med mindre än två invånare per kvadratkilometer.. 
I omgivningarna runt Stuart River Park växer i huvudsak barrskog.